# Eagle Center (Iowa)
Eagle Center est une communauté non constituée en municipalité du comté de Black Hawk, en Iowa, aux États-Unis. Elle est située à 16,9 km au sud de Waterloo, le siège du comté. 
Le nom de la communauté est probablement lié au fait qu'elle est au centre du township Eagle. Un bureau postal y est ouvert le 19 juin 1879 et fermé le 31 mai 1904,.

## Source de la traduction
- (en) Cet article est partiellement ou en totalité issu de l’article de Wikipédia en anglais intitulé « Eagle Center, Iowa » (voir la liste des auteurs).